# Nahid (film)

Nahid est un film iranien réalisé par Ida Panahandeh et sorti en 2015.

## Synopsis
Nahid, jeune mère divorcée, mène une vie solitaire avec son fils de 10 ans dans une petite ville située près de la mer Caspienne. Selon la tradition iranienne la garde de l’enfant est normalement attribuée au père, mais celui-ci a consenti à la céder à Nahid à la condition qu’elle ne se remarie pas. Pourtant Nahid souhaite épouser un autre homme, quitte à passer par le sighe, mariage temporaire mais peu accepté socialement.

## Fiche technique
- Titre original : Nahid
- Réalisation : Ida Panahandeh
- Scénario : Arsalan Amiri et Ida Panahandeh
- Musique : Behnam Khedri, Majid Pousti
- Direction artistique : Mahdi Fatehi
- Décors : Mehdi Mousavi
- Maquillage : Sodabeh Khosravi
- Photographie : Morteza Gheidi
- Son : Faraz Mesgari Abbasi
- Montage : Arsalan Amiri
- Production : Bijan Emkanian
- Sociétés de production : Documentary & Experimental Film Center
- Sociétés de distribution : Nikan Film (Iran), Memento Films (France)
- Pays de production :  Iran
- Langue originale : persan
- Format : couleur — Digital — 1,78:1 — Dolby Digital
- Genre : Drame
- Durée : 105 minutes (1 h 45)
- Dates de sortie :
  - Iran : 1er février 2015 (Fajr Film Festival)
  - Iran : 16 novembre 2015 (sortie nationale)
  - France : 16 mai 2015 (Festival de Cannes)
  - France : 24 février 2016 (sortie nationale) [2]

## Distribution
- Sareh Bayat : Nahid
- Pejman Bazeghi : Masoud
- Navid Mohammadzadeh : Ahmad
- Milad Hossein Pour : Amir Reza
- Pouria Rahimi : Naser
- Nasrin Babaei : Leila

## Distinctions

### Récompenses
- Festival international du film de Bratislava 2015 : Meilleure réalisatrice pour Ida Panahandeh et meilleur acteur pour Navid Mohammadzadeh
- Festival international du film des frères Manaki 2015 : Mention spéciale pour Morteza Gheidi
- Festival de Cannes 2015 : Un Certain Regard - prix de l'avenir [3]
- Festival international du film de Chicago 2015 : Roger Ebert award [4]
- Festival international du film de Mascate 2016 : Meilleur film étranger pour Ida Panahandeh
- Duhok International Film Festival 2016 : Meilleur talent pour Ida Panahandeh
- Festival international du film indépendant de Bordeaux 2015 : Prix du Syndicat de la Critique Française

### Nominations et sélections
- Festival de Cannes 2015  : section Un Certain Regard et Caméra d'Or
- Festival du film de Hambourg 2015 : section Kaleidoskop
- Festival international du film de Stockholm 2015 : sélection officielle
- Festival international du film de Valladolid 2015 : sélection officielle
- Festival du film de Fajr 2015 : sélection officielle
- Festival international du film de Hong Kong 2016 : sélection officielle